# Bocadillo de chorizo

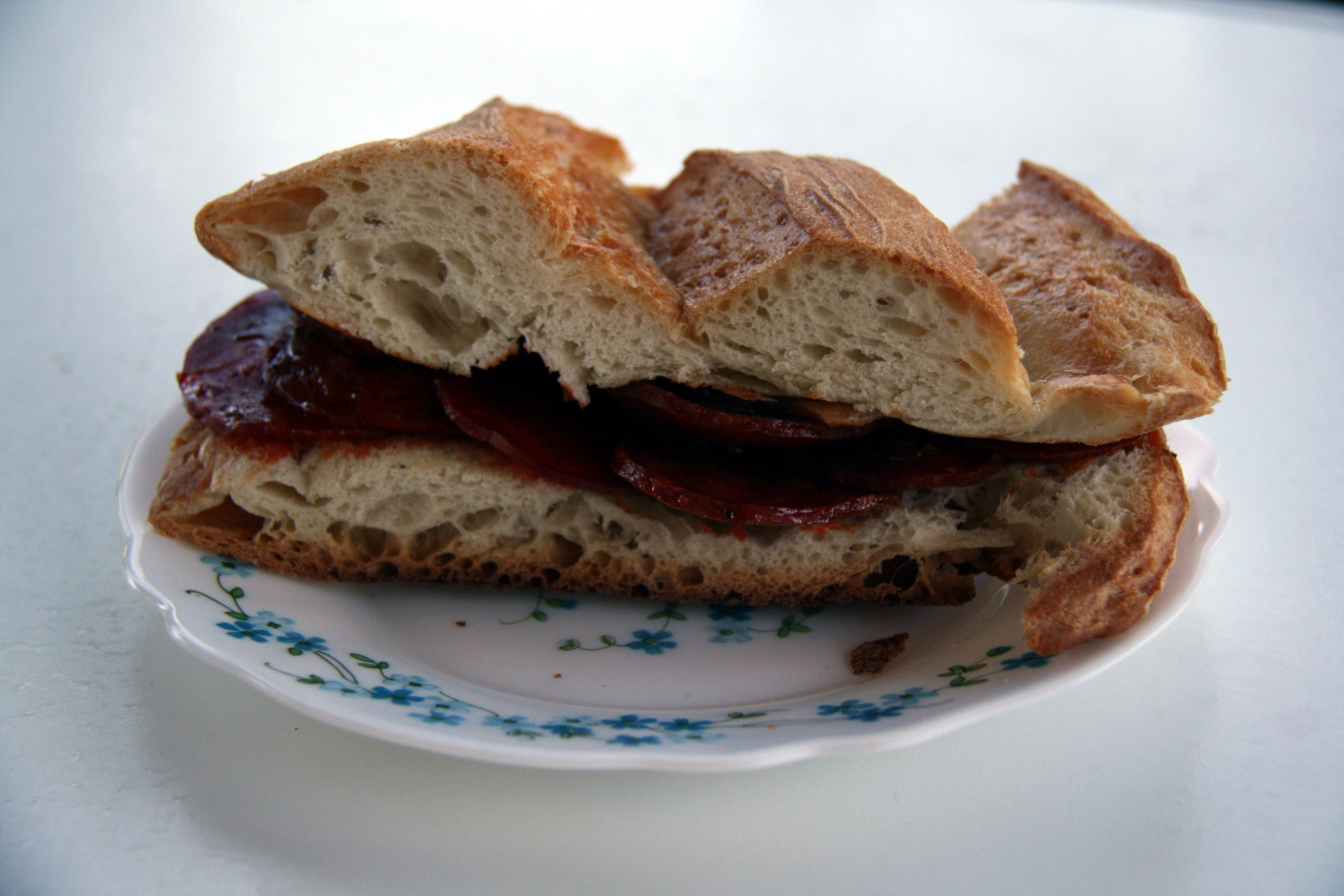
Un bocadillo de chorizo.

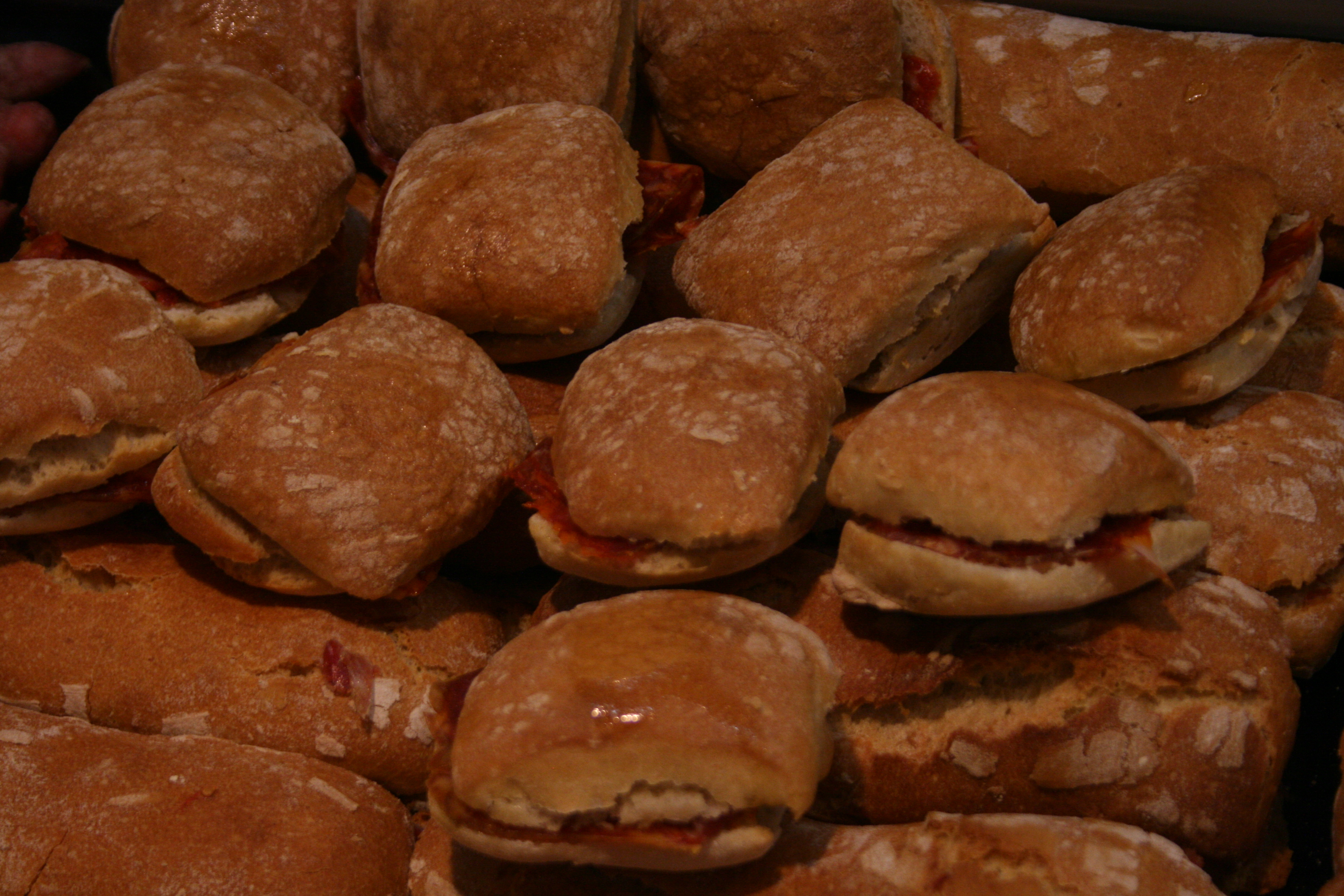
Bocadillos de chorizo en pequeños panes de chapata.

El bocadillo de chorizo, a veces llamado sándwich de chorizo, es un tipo de bocadillo que en el interior posee diversos tipos de cortes de chorizo, por regla general en forma de lonchas. Puede servirse con diferentes variedades de chorizo. A veces es un bocadillo que se sirve caliente si el chorizo se asa o fríe previamente, o puede servirse frío (en este caso el chorizo es curado). Es un alimento que combina dos ingredientes de bajo coste: pan y chorizo. Según algunos estudios es el bocadillo preferido de aproximadamente el 35% de los españoles. La sencillez de elaboración hace que se haya extendido por diversos países donde el pan y el chorizo forman parte de la culinaria típica del país.

## Características
Las preparaciones de bocadillo de chorizo existentes pasan por variaciones en el tipo de pan empleado, así como del tipo del chorizo. De esta forma se tiene que:
- Cuando el tipo de chorizo empleado es fresco, suele untarse o bien cocinarse previamente, ya sea a la plancha, asado en la sartén, a la parrilla, cocido, etcétera, tras lo cual se introduce en el pan, entero o cortado longitudinalmente. Si es curado se corta en lonchas de uno o dos milímetros de grosor.
- Sobre el pan empleado para su realización es generalizado el uso de pan francés en diversas variantes. Es frecuente encontrar cruasanes y brioches (medianoches). El tamaño del bocadillo suele oscilar entre los diez y hasta los cuarenta centímetros de longitud. En localidades como Villarcayo de Merindad de Castilla la Vieja se elabora con pan en forma de rosca.[1]

En la gastronomía de España existen algunas variantes del bocadillo de chorizo. Suelen emplearse variedades como el chorizo de Cantimpalos, Villarcayo, Pamplona o cular. Una de las variantes más populares en Asturias es el bollo preñao, que consiste en un pan elaborado con un chorizo en el interior de su masa. En algunas zonas del País Vasco y Navarra también suelen tomarse bocadillos de chistorra y chorizo de Pamplona, mientras que en algunos lugares de Castilla es costumbre elaborar bocadillos de morcón ibérico. El pan empleado puede ir desde una simple chapata a una baguette o incluso un cruasán. Se suele servir como merienda de niños (suele untarse en algunas ocasiones con mantequilla), aunque es frecuente verlo en bares y puestos al aire libre en las reuniones públicas.